# Le Raincy
Le Raincy es una comuna francesa situada en el departamento de Sena-Saint Denis, en la región de Isla de Francia.

## Demografía
| 14 908 | 14 224 | 13 767 | 13 187 | 13 478 | 12 961 | 14 778 |
| Para los censos de 1962 a 1999 la población legal corresponde a la población sin duplicidades (Fuente: INSEE [Consultar]) |        |        |        |        |        |        |